# Totești
Totești es una comuna ubicada en el distrito de Hunedoara, Rumania.

## Superficie
Cuenta con una superficie de 22,03 kilómetros cuadrados.

## Demografía
Hasta 2021 la población era de 1649 habitantes, con una densidad de población de 74,85 habitantes por kilómetro cuadrado.